# Vera Myhre
Vera Myhre f. Eliasen (25. juli 1920 i København – 22. juni 2000 på Frederiksberg) var en dansk grafiker og maler.
Vera Myhres grafiske værker spænder vidt, da hun har arbejdet med flere forskellige teknikker såsom træsnit, litografi, serigrafi og forskellige blandingsteknikker. Vera Myhre har især udtrykt sig i litografi, serigrafi og collage. Motiverne er fra hverdagslivet i byen, fx fodgængerfelter og fortove med eller uden mennesker eller avisens folder i de læsendes hænder. Her gælder det spillet mellem lys og skygge, mellem blød bevægelse og geometrisk stramhed.
Desuden har hun arbejdet med collager sammensat af papir, klippet og revet ud af tidsskrifter og aviser. I mange år har hun selv forestået trykningen af sine værker på en stor gammel trykpresse. Især stentrykket har interesseret hende. Processen er langsom og fysisk krævende, men hvert tryk er et originalværk. Siden 1952 har hun også skabt illustrationer og omslag til tidsskrifter, bøger og pjecer. Blandt hendes værker er det dog grafikmapperne, der fylder mest, fx Græsk suite, 1959, der rummer otte farvetræsnit, og de 12 stentryk "Byen her og nu", 1980, hvormed hun vandt Kunstakademiets prisopgave for billedkunst. I 1984 kom de fem stentryk Jernbanehjul, og i 1992 de seks farveserigrafier "Mor og barn". Desuden har hun haft flere udsmykningsopgaver, bl.a. for Frederiksberg Rådhus, Direktionslokale Bikuben, Lyntog DSB og Østre Landsret.
- 1975-77 Præsident for Kunstakademiet [3]
- 1998 Æresmedlem af Akademiet for de Skønne Kunster [4]

## Priser og Legater[5]
- 1946 Gerda Iversen
- 1949 Gerda Iversen
- 1972 Statens Kunstfond
- 1976 Ancker
- 1979 Akademiets Årspris
- 1983 Tagea Brandt
- 1984 Årlig statsydelse fra Statens Kunstfond
- 1985 LOs Kulturpris
- 1986 Vilh. Pacht
- 1987 J.V. Andersen
- 1987 Henry Heerup
- 1988 Lavrens Bogtman Fonden
- 1989 Henry Heerup
- 1989 Godfred Eickhoff
- 1991 Henry Heerup
- 1993 Ole Haslunds Hæderspris
- 1995 Anne Marie Telmányi[5]

### Tildelt
- 1981 Ridder af Dannebrogordenen [1]
- 1981 Eckersberg Medaillen[6]